# Heide Richter-Airijoki
Heide Richter-Airijoki (* 1955 in Bremen) ist eine deutsche Medizinerin, Politikerin (SPD) und Abgeordnete im Landtag von Sachsen-Anhalt.

## Leben
Richter studierte zunächst Medizin in Bonn und Berlin mit Promotion sowie zudem Public Health an der US-amerikanischen Harvard-Universität mit Abschluss als Magistra Artium.
Vor ihrer Wahl in den Landtag war sie zuletzt als Projektleiterin bei der Gesellschaft für internationale Zusammenarbeit (GiZ) tätig.
Bei der Landtagswahl in Sachsen-Anhalt 2021 kandidierte sie im Landtagswahlkreis Wittenberg und erhielt ein Mandat über die Landesliste ihrer Partei.